# Theodore Roosevelt (imprenditore)
Theodore Roosevelt detto senior (Albany, 22 settembre 1831 – New York, 9 febbraio 1878) è stato un imprenditore e filantropo statunitense.
Egli fu anche il padre del presidente Theodore Roosevelt e il nonno paterno della first lady Eleanor Roosevelt. Fu una quarta generazione di olandesi newyorkesi e partecipe degli affari della famiglia Roosevelt di importazione di lastre di vetro, la "Roosevelt and Son"
Theodore Sr. contribuì a fondare la New York City Children's Aid Society, il Metropolitan Museum of Art, l'American Museum of Natural History, e il New York Children's Orthopaedic Hospital. Un partecipante alla abbagliante vita mondana di New York, fu descritto da uno storico come uomo di "opere buone e di bei momenti." Nel dicembre 1877 fu nominato Collector of the Port of New York ma la nomina fu respinta dal Senato degli Stati Uniti.

## Famiglia
Theodore nacque a New York City dell'uomo d'affari Cornelius Van Schaak Roosevelt (1794 - 1871) e da Margaret Barnhill (1799 - 1861). I suoi quattro fratelli maggiori furono Silas, James, Cornelius Jr., e Robert. Il fratello minore di Theodore Sr., William, morì all'età di un anno.
Theodore Sr. sposò Martha Stewart Bulloch (1835 - 1884) di Roswell in Georgia il 22 dicembre 1853. Martha era la più giovane delle figlie femmine del Maggiore James Stephens Bulloch (1793—1849) e di Martha P. Stewart (1799—1864). Martha era anche una sorella del veterano confederato della guerra civile Irvine Bulloch (1842 - 1898) e sorellastra dell'agente segreto sudista James D. Bulloch (1823 - 1901). Si sposarono nella dimora storica della sua famiglia, Bulloch Hall a Roswell. Theodore Sr. e Martha ebbero quattro figli:
- Anna Roosevelt (1855—1931)
- Theodore Roosevelt, Jr. (1858—1919)
- Elliott Bulloch Roosevelt (1860—1894)
- Corinne Roosevelt (1861—1933)

Elliott era il padre della First Lady Anna Eleanor Roosevelt (1884 - 1962). Eleanor diventò la moglie del lontano cugino del ramo di Hyde Park e futuro Presidente Franklin Delano Roosevelt (1882—1945).